# Кріс Кейман
Крістофер Зейн Кейман (англ. Christopher Zane Kaman, нар. 28 квітня 1982, Гренд-Репідс) — американський професіональний баскетболіст, що грав на позиції центрового за низку команд НБА.

## Ігрова кар'єра
На університетському рівні грав за команду Сентрал Мічиган (2000—2003).
2003 року був обраний у першому раунді драфту НБА під загальним 6-м номером командою «Лос-Анджелес Кліпперс». Професійну кар'єру розпочав 2003 року виступами за тих же «Лос-Анджелес Кліпперс», захищав кольори команди з Лос-Анджелеса протягом наступних 8 сезонів. У своєму дебютному сезоні набирав 6,1 очка та 5,6 підбирань, зігравши 82 матчі. Взимку зіграв у матчі новачків під час зіркового вікенду. Він став всього другим новачком в історії франшизи після Майкла Брукса в сезоні 1980—1981, який зіграв всі матчі сезону.
Наступного сезону покращив свою статистику до 9,1 очка та 6,7 підбирань за гру.
В сезоні 2005—2006 набирав уже 11,9 очок та 9,6 підбирань, чим допоміг команді вперше з 1997 року пробитися до плей-оф. Там у першому раунді «Кліпперс» обіграли «Денвер Наггетс». В одному з матчів серії гравець «Денвера» Реджі Еванс вдарив Кеймана в пах, за що був оштрафований на 10,000 доларів. В другому раунді «Кліпперс» зустілись з «Фініксом», якому і вилетіли зі змагань.
Наступного сезону статистика Кеймана дещо погіршилась, а команда пропустила плей-оф.
В сезоні 2007—2008 після втрати Шона Лівінгстона та Елтона Бренда, які отримали важкі травми, команда не мала великих надій на успішний сезон. Проте саме в цей час Кейман зарекомендував себе як один з кращих центрових ліги, набираючи 15,7 очок, 12,7 підбирань та 2,8 блок-шотів за гру.
У сезоні 2009—2010 вперше був запрошений для участі в матчі всіх зірок НБА.
З 2011 по 2012 рік грав у складі «Нью-Орлінс Горнетс», куди разом з Аль-Фаруком Аміну, Еріком Гордоном перейшов в обмін на Кріса Пола.
2012 року перейшов до «Даллас Маверікс», у складі якої провів наступний сезон своєї кар'єри.
Наступною командою в кар'єрі гравця була «Лос-Анджелес Лейкерс», за яку він відіграв один сезон.
Останньою ж командою в кар'єрі гравця стала «Портленд Трейл-Блейзерс», до складу якої він приєднався 2014 року і за яку відіграв 2 сезони.

## Виступи за збірну
На міжнародному рівні виступав за збірну Німеччини, прийнявши німецьке громадянство 2008 року. Вперше за Німеччину зіграв у відборі на Літні Олімпійські ігри 2008 та на самій Олімпіаді. Також згодом взяв участь у Євробаскеті 2011.

## Статистика виступів в НБА

### Регулярний сезон
| Сезон              | Команда                   | GP  | GS  | MPG  | FG%  | 3P%  | FT%   | RPG  | APG | SPG | BPG | PPG  |
| ------------------ | ------------------------- | --- | --- | ---- | ---- | ---- | ----- | ---- | --- | --- | --- | ---- |
| 2003–04            | «Лос-Анджелес Кліпперс»   | 82  | 61  | 22.5 | .460 | .000 | .697  | 5.6  | 1.0 | .3  | .9  | 6.1  |
| 2004–05            | «Лос-Анджелес Кліпперс»   | 63  | 50  | 25.9 | .497 | .000 | .661  | 6.7  | 1.2 | .4  | 1.1 | 9.1  |
| 2005–06            | «Лос-Анджелес Кліпперс»   | 78  | 78  | 32.8 | .523 | .000 | .770  | 9.6  | 1.0 | .6  | 1.4 | 8.9  |
| 2006–07            | «Лос-Анджелес Кліпперс»   | 75  | 66  | 29.0 | .451 | .000 | .741  | 7.8  | 1.1 | .5  | 1.5 | 10.1 |
| 2007–08            | «Лос-Анджелес Кліпперс»   | 56  | 55  | 37.2 | .483 | .000 | .762  | 12.7 | 1.9 | .6  | 2.8 | 15.7 |
| 2008–09            | «Лос-Анджелес Кліпперс»   | 31  | 24  | 29.7 | .528 | .000 | .680  | 8.0  | 1.5 | .5  | 1.5 | 12.0 |
| 2009–10            | «Лос-Анджелес Кліпперс»   | 76  | 76  | 34.3 | .490 | .000 | .749  | 9.3  | 1.6 | .5  | 1.2 | 18.5 |
| 2010–11            | «Лос-Анджелес Кліпперс»   | 32  | 15  | 26.2 | .471 | .000 | .754  | 7.0  | 1.4 | .5  | 1.5 | 12.4 |
| 2011–12            | «Нью-Орлінс Горнетс»      | 47  | 33  | 29.2 | .446 | .000 | .785  | 7.7  | 2.1 | .5  | 1.6 | 13.1 |
| 2012–13            | «Даллас Маверікс»         | 66  | 52  | 20.7 | .507 | .000 | .788  | 5.6  | .8  | .4  | .8  | 10.5 |
| 2013–14            | «Лос-Анджелес Лейкерс»    | 39  | 13  | 18.9 | .509 | .000 | .765  | 5.9  | 1.5 | .3  | 1.0 | 10.4 |
| 2014–15            | «Портленд Трейл-Блейзерс» | 74  | 13  | 18.9 | .515 | .000 | .706  | 6.5  | .9  | .2  | .7  | 8.6  |
| 2015–16            | «Портленд Трейл-Блейзерс» | 16  | 2   | 7.0  | .465 | .250 | 1.000 | 1.5  | .7  | .1  | .1  | 2.8  |
| Усього за кар'єру  | Усього за кар'єру         | 735 | 538 | 26.7 | .489 | .042 | .743  | 7.6  | 1.3 | .4  | 1.3 | 11.2 |
| В іграх усіх зірок | В іграх усіх зірок        | 1   | 0   | 10.7 | .500 | .000 | .000  | 3.0  | 1.0 | .0  | .0  | 4.0  |

### Плей-оф
| Сезон             | Команда                   | GP | GS | MPG  | FG%  | 3P%  | FT%   | RPG | APG | SPG | BPG | PPG  |
| ----------------- | ------------------------- | -- | -- | ---- | ---- | ---- | ----- | --- | --- | --- | --- | ---- |
| 2006              | «Лос-Анджелес Кліпперс»   | 11 | 10 | 29.5 | .593 | .000 | .762  | 8.0 | .9  | .5  | .8  | 10.7 |
| 2015              | «Портленд Трейл-Блейзерс» | 3  | 0  | 12.3 | .500 | .000 | 1.000 | 4.7 | 1.0 | .0  | .0  | 3.0  |
| 2016              | «Портленд Трейл-Блейзерс» | 4  | 0  | 8.0  | .389 | .000 | .000  | 2.0 | .3  | .5  | .0  | 3.5  |
| Усього за кар'єру | Усього за кар'єру         | 18 | 10 | 21.8 | .554 | .000 | .773  | 6.1 | .8  | .4  | .5  | 7.8  |